# District de Chengzihe
Le district de Chengzihe (城子河区 ; pinyin : Chéngzǐhé Qū) est une subdivision administrative de la province du Heilongjiang en Chine. Il est placé sous la juridiction de la ville-préfecture de Jixi.